# KLAP娛樂
KLAP娛樂（韓語：클렙엔터테인먼트）是一間韓國娛樂經紀公司，於2020年7月13日成立，是一家創造新文化的綜合娛樂公司，與實力才華藝人一起尋求多元體驗、新價值觀。

## 公司發展
- 當初成立時是NCSOFT的子公司，由金澤憲擔任代表理事，金是NCSOFT代表金澤辰的弟弟，也是NCSOFT首席副社長，同時負責經營NC Japan。由金正河擔任副代表，金是NCSOFT娛樂事業室長。[2][3][4][5][6][7]

- 2021年1月，與NCSOFT一起運營K-POP平台UNIVERSE。[8][9][10]

- 2023年2月，由於UNIVERSE業績逐漸下滑，出售給SM娛樂子公司Dear U，並終止服務。[11][12][13][14][15]

- 2023年5月，代表理事李燦圭辭職，李是NCSOFT財務管理室長。2023年8月，改由李善擔任代表理事，李是前WAKEONE代表，曾擔任CJ ENM音樂事業部部長，曾擔任BELIFT LAB內部董事。[16]

- 2023年5月，與JTBC《Peak Time》優勝隊VANNER簽訂製作、宣傳、管理合約3年，成爲KLAP娛樂旗下首位藝人。[17][18][19][20][21]

- 2024年1月，擔任SISTAR19的《NO MORE（MA BOY）》製作、管理。[22][23][24]

- 2024年9月，與Kep1er簽約，負責管理宣傳活動。[25][26][27]

- 2025年4月26日，宣布與VANNER的經紀合約將於5月31日終止。[28]

- 2025年5月28日，Blitzway娛樂宣布收購KLAP Entertainment。[29]

## 相關人物
- 代表：李善（이선），前WAKEONE代表，曾擔任CJ ENM音樂事業部部長，曾擔任BELIFT LAB內部董事。
- 內部董事：崔世瀾（심세란），前STARSHIP娛樂營銷理事，曾擔任過HIGHLINE娛樂（STARSHIP娛樂子公司）的代表。

## 旗下藝人

### 歌手
- SISTAR19（2024年至今，與bridʒ合作）
- Kep1er（2024年至今，與WAKEONE合作）

## 已離開公司藝人
- VANNER（2023年至2025年5月31日，與VT娛樂合作）

## 外部連結
- 官方网站
- NAVER上的「KLAP娛樂」
- YouTube上的KLAP娛樂頻道